# Step'an Šahowmyan
Step'an Geworgi Šahowmyan (in armeno Ստեփան Գեւորգի Շահումյան?, in russo Степан Георгиевич Шаумян?, Stepan Georgievič Šaumjan; Tbilisi, 1º ottobre 1878 – Krasnovodsk, 20 settembre 1918) è stato un politico armeno.

## Biografia
Membro della Federazione Rivoluzionaria Armena e Commissario della Comune di Baku, bolscevico, fu un leader nella Rivoluzione russa particolarmente attivo nel Caucaso al punto da ricevere il soprannome di “Lenin caucasico”.
Sebbene fondatore ed editore di numerosi giornali, Šahowmyan è conosciuto soprattutto per essere stato il capo della Comune di Baku la cui breve esistenza ebbe tuttavia molta importanza nei futuri processi politici della regione.
Il suo mandato fu segnato da molti problemi legati al conflitto etnico tra armeni ed azeri e dal tentativo di difendere Baku dall'avanzata dell'esercito turco.
Allorché la Comune fu messa fuori legge (luglio 1918), Šahowmyan ed i suoi seguaci (conosciuti con il nome di “Ventisei Commissari di Baku”) lasciarono la città e fuggirono attraverso il Mar Caspio.
Fu catturato e giustiziato da forze anti bolsceviche il 20 settembre 1918.

## Memoria
A lui è intitolata la capitale della repubblica del Nagorno Karabakh, Step'anakert. Porta il suo nome anche la Regione di Šahowmyan, nel medesimo stato, e alcuni piccoli centri in Armenia e Russia.